# Antonio Pascual Acosta
Antonio Pascual Acosta (Jaén, 1951) es un científico y político español. Es Catedrático de Estadística e Investigación Operativa de la Universidad de Sevilla.

## Biografía
Antonio Pascual Acosta se licenció en Matemáticas por la Universidad de Granada (1973) en la especialidad de Estadística e Investigación Operativa, Premio Extraordinario de Licenciatura, más tarde se doctoró en Ciencias Matemáticas por la Universidad de Sevilla (1976). En 1980 obtiene la Cátedra de Estadística e Investigación Operativa en la misma universidad. En 1982 fue Decano de la Facultad de Matemáticas.
Presidente de la Fundación Sevillana Endesa desde mayo de 2013.

### Trayectoria política
En 1983 ocupa la Dirección General de Universidades en la Consejería de Educación y Ciencia  de la Junta de Andalucía y en 1986, José Rodríguez de la Borbolla lo nombra Consejero de Educación y Ciencia, siendo responsable de la creación en 1993 de las universidades de Almería, Huelva y Jaén y en 1994 de la Universidad Internacional de Andalucía. En este año Manuel Chaves lo puso al frente de la recién creada Consejería de Industria, Comercio y Turismo, cargo en el que permaneció hasta 1996.

En 1996 fue nombrado director del Centro Andaluz de Prospectiva. También ocupa el cargo de patrono en la Comisión Ejecutiva de la Fundación Tres Culturas.

### Académico
Es académico numerario y actual presidente de la Academia de Ciencias Sociales y del Medio Ambiente de Andalucía así como académico numerario de la Academia de Ciencias Matemáticas, Físico-Químicas y Naturales de Granada, Académico Numerario de la Real Academia Sevillana de Ciencias, y Académico de Honor de la Academia Iberoamericana de Farmacia.

## Reconocimientos
Entre sus reconocimientos se pueden citar las Medallas de Oro de las universidades de Granada, Córdoba, Almería, Jaén y Huelva, Colegiado de Honor del Colegio Oficial de Doctores y Licenciados de Andalucía, Medalla de Oro de la Fundación San Isidoro, Medalla de Oro del Instituto de Academias de Andalucía y Medalla de Oro de la Real Academia de Medicina de Sevilla.
En 2013 fue investido doctor honoris causa por la Universidad de Almería, y en 2018 por la de Jaén
En su ciudad natal, Jaén, da nombre a una importante avenida, la Avenida Antonio Pascual Acosta, que discurre junto al campus universitario.